# Gerakaroú
Gerakaroú (Gerakarou, Yerakarou) är en ort i Grekland.   Den ligger i prefekturen Nomós Thessaloníkis och regionen Mellersta Makedonien, i den nordöstra delen av landet, 300 km norr om huvudstaden Aten. Gerakaroú ligger 139 meter över havet och antalet invånare är 1 293.
Terrängen runt Gerakaroú är kuperad åt sydväst, men åt nordost är den platt.Runt Gerakaroú är det ganska glesbefolkat, med 24 invånare per kvadratkilometer. Närmaste större samhälle är Panórama, 16,1 km väster om Gerakaroú. I omgivningarna runt Gerakaroú växer i huvudsak blandskog.